# Пития
Пития (на старогръцки: Πυθία) е името на всяка жрица-пророчица на бог Аполон в неговото светилище в Делфи, разположено в подножието на планината Парнас.
Когато дава предсказания, Пития сяда на триножника на Аполон в храма, дъвче дафинови листа, изпада в транс, изпратен от Аполон, и в това състояние дава предсказания на дошлите да се допитат до бога. Тъй като речта ѝ е неразбираема и несвързана, думите ѝ са тълкувани от специални жреци-тълмачи. Избраната за Пития трябва да бъде и да остане девственица до края на живота си, понеже службата е пожизнена.
В ранната епоха светилището има само една Пития, тъй като прорицания се дават само на определени празници. По-късно, когато интересът към Делфийския оракул се засилва, се избират повече от една Пития. Прорицания започват да се дават постоянно, като Питиите се редуват.
Има хипотеза, че Питиите са употребявали халюциногенни вещества, най-вероятно растителни, които са предизвиквали видения – канабис, опиум или блян. Според друга хипотеза, под триножника е имало земна пукнатина, от който са излизали опияняващи газове, които са предизвиквали състоянието на транс.
Делфийският оракул е основан в 8 в. пр. Хр. и е най-популярното и прочуто прорицалище през Античността в цялото Средиземноморие. Това е най-добре документираният религиозен обект на класическия свят.
Сред най-известните антични писатели, които говорят за светилището на Аполон в Делфи, са Пиндар, Херодот, Есхил, Софокъл, Еврипид, Платон, Аристотел, Диодор, Страбон, Павзаний, Плутарх, Ливий, Овидий, Лукан, Юлиан, Юстин.